# جورج ستانلي (نحات)
جورج ستانلي (بالإنجليزية: George Stanley)‏ هو نحات أمريكي، ولد في 1903، وتوفي في 1973.

## نشائته
ولد ستانلي في أوتا، أبرشية أكاديا، لويزيانا في عام 1903. ثم انتقل كطفل إلى كاليفورنيا وقضى شبابه هناك في مدينة واتسونفيل. بعد التخرج من المدرسة الثانوية، شرع ستانلي في دراسة فن النحت في معهد أوتيس للفنون في لوس أنجلوس من عام 1923 إلى عام 1926. كما قام بالتدريس في هذه المدرسة من عام 1926 إلى عام 1942. كما درس ستانلي لفترة وجيزة في مدرسة سانتا باربرا للفنون. خلال حياته، أكمل العديد من الأعمال الفنية العامة بما في ذلك العمل في المدارس مثل Long Beach Polytechnic High School ، وكذلك الأعمال لرعاة القطاع الخاص.

## أعماله
صنيع تمثال الأوسكار استنادًا إلى رسم للمخرج الفني MGM Cedric Gibbons في عام 1927. ومنذ ذلك الحين، تم تقديم أكثر من 2300 تمثال صغير إلى بعض من أفضل ممثلي السينما والتلفزيون في العالم والكتاب والمخرجين والمنتجين والفنيين. نحت أوسكار ستانلي تمثالًا للسير إسحاق نيوتن الواقع في مرصد جريفيث، الذي اكتمل في عام 1934. وكان هذا التمثال جزءًا من عمل أكبر يُعرف باسم نصب عالم الفلك. كان هذا العمل مشروعًا عامًا تموله PWAP. وبالتالي، تم توقيع العمل "PWAP" ، مع عدم مشاركة أي من الفنانين الخمسة فيه تقديراً فرديًا. كان يشرف عليه أرشيبالد غاردنر. صمم Stanley جائزة الأوسكار بناءً على رسم أصلي من تصميم Cedric Gibbons. تم منحها لأول مرة في عام 1929. نحت ستانلي منحوتات متحف الموسيقى والرقص والدراما الموجودة في هوليوود باول ويعمل بمثابة بوابة إلى هوليوود تم الانتهاء من هذا التمثال النافوري على طراز ستريملاين مودرن عام 1940 ، وهو منحوت من الجرانيت ويبلغ طوله 22 قدمًا وعرضه مائتي قدم. إنه بمثابة جدار احتياطي للمدرج. في يونيو 2006 ، تم تجديد التمثال وإعادة تكريسه. تلقت السباكة الجديدة، والمناظر الطبيعية والجص.

## وصلات خارجية
- جورج ستانلي على موقع الموسوعة البريطانية (الإنجليزية)